# Teorema del punto fijo de Lefschetz
En el ámbito de las matemáticas, el teorema del punto fijo de Lefschetz es una fórmula que permite contar el número de puntos fijos de una aplicación continua desde un espacio topológico compacto X sobre sí mismo mediante el uso de trazas de las aplicaciones inducidas en los grupos homólogos de X. Su nombre hace honor a Solomon Lefschetz, quién fue el que lo descubrió en 1926.
El conteo posee una multiplicidad en un punto fijo denominado el índice de punto fijo. Una versión más débil del teorema es suficiente para demostrar que un mapeo sin ningún punto fijo debe tener propiedades topológicas especiales (como ser la rotación de un círculo).

## Enunciado
A continuación se presenta el enunciado formal del teorema.
Sea
{\displaystyle f:X\rightarrow X,}
un mapeo continuo de un espacio triangulable compacto X hacia sí mismo. Se define el número de Lefschetz Λf de f mediante la expresión 
{\displaystyle \Lambda _{f}:=\sum _{k\geq 0}(-1)^{k}\mathrm {Tr} (f_{*}|H_{k}(X,\mathbb {Q} )),}
la suma alternada (finita) de las trazas de matriz de los mapas lineales inducidos por f en el Hk(X,Q), de homología singular de X con coeficientes racionales. 
Una versión simple del teorema del punto fijo de Lefschetz establece que: si
{\displaystyle \Lambda _{f}\neq 0\,}
entonces f posee por lo menos un punto fijo, es decir existe por lo menos un x en X tal que f(x) = x. En efecto, dado que el número de Lefschetz ha sido definido a nivel de homología, la conclusión puede ser extendida de manera de indicar que cualquier mapa homotópico de f posee también un punto fijo.
Notar sin embargo que en general el reverso no es cierto: Λf puede ser nulo aún si f posee puntos fijos.
Una versión más fuerte del teorema, también conocido como el teorema de Lefschetz-Hopf, establece que, si f posee una cantidad finita de puntos fijos, entonces 
{\displaystyle \sum _{x\in \mathrm {Fix} (f)}i(f,x)=\Lambda _{f},}
donde Fix(f) es el conjunto de los puntos fijos de f, y i(f,x) es el índice del punto fijo x.